# Championnats d'Europe de cross-country 2003
Navigation
Édition précédente Édition suivante
Les 10eChampionnats d'Europe de cross-country se sont déroulés à Édimbourg en Écosse en 2003.

## Résultats

### Cross long hommes

#### Individuel
| Médaille | Athlète                        | Temps     |
| Or       | Serhiy Lebid Ukraine           | 30 min 47 |
| Argent   | Juan Carlos de la Ossa Espagne | 31 min 08 |
| Bronze   | Eduardo Henriques Portugal     | 31 min 15 |

#### Équipes
| Médaille | Athlètes                                                               | Points |
| Or       | France Mustapha Essaïd Driss El Himer Khalid Zoubaa El Hassan Lahssini | 47 pts |
| Argent   | Espagne Juan Carlos de la Ossa Fabián Roncero Iván Hierro Kamal Ziani  | 47 pts |
| Bronze   | Portugal Eduardo Henriques Fernando Silva Ricardo Ribas José Ramos     | 65 pts |

### Cross Junior hommes

#### Individuel
| Médaille | Athlète                 | Temps     |
| Or       | Yevgeniy Rybakov Russie | 20 min 52 |
| Argent   | Anatoly Rybakov Russie  | 20 min 52 |
| Bronze   | Aleksey Reunkov Russie  | 20 min 53 |

#### Équipes
| Médaille | Athlètes | Points |
| Or       | Russie   | 20 pts |
| Argent   | Roumanie | 31 pts |
| Bronze   | Espagne  | 44 pts |

### Cross long femmes

#### Individuel
| Médaille | Athlète                     | Temps     |
| Or       | Paula Radcliffe Royaume-Uni | 22 min 04 |
| Argent   | Elvan Abeylegesse Turquie   | 22 min 13 |
| Bronze   | Anikó Kalovics Hongrie      | 20 min 26 |

#### Équipes
| Médaille | Athlètes                                                                      | Points |
| Or       | Royaume-Uni Paula Radcliffe Hayley Yelling Liz Yelling Hayley Tullett         | 25 pts |
| Argent   | Irlande Sonia O'Sullivan Rosemary Ryan Ann Keenan-Buckley Catherina McKiernan | 78 pts |
| Bronze   | Portugal Analía Rosa Helena Sampaio Analídia Torre Inês Monteiro              | 84 pts |

### Cross Junior femmes

#### Individuel
| Médaille | Athlète                             | Temps     |
| Or       | Inna Polushkina Lettonie            | 15 min 32 |
| Argent   | Snezana Kostic Serbie-et-Monténégro | 15 min 57 |
| Bronze   | Charlotte Dale Royaume-Uni          | 16 min 04 |

#### Équipes
| Médaille | Athlètes    | Points |
| Or       | Royaume-Uni | 32 pts |
| Argent   | Russie      | 53 pts |
| Bronze   | Allemagne   | 63 pts |